# エピファニー (感覚)
エピファニー（epiphany、古代ギリシャ語:  ἐπιφάνεια、epiphanea）は、突然の目覚ましい理解の感覚。一般に、この用語は科学的進歩や、宗教的または哲学的発見を説明する際に使用されるが、問題を啓発によって、新たなより深い観点から理解することができるあらゆる状況に適用される。エピファニーは、 心理学者や他の学者、特にイノベーションのメカニズムを研究しようとしている学者によって研究されている。
著名なエピファニーには、アルキメデスの発見「Eureka!」や、アイザック・ニュートンの万有引力の法則の発見が含まれる。

## 歴史
エピファニーという言葉は、元々は神性を通しての洞察のことを指していた。今日、この概念はそのような意味を持たずに使用されることが多くなっているが、発見が突然外から来たように思われるため、一般的にエピファニーは超自然的という意味が残っている。
この言葉の世俗的な用法は、アイルランドの小説家ジェイムズ・ジョイスが由来の一つとなっている可能性がある。